# 田村神社 (郡山市)
田村神社（たむらじんじゃ）は福島県郡山市田村町山中にある神社である。坂上田村麻呂が建立した鎮守山泰平寺が始まりと伝えられる。

## 歴史
坂上田村麻呂が東夷征伐の際に鎮守山泰平寺を建立し、本尊として大元帥明王像を安置。これが田村神社の元となる。厨子は安土桃山時代、本殿は江戸時代初期に建築された。
1689年（元禄2年）4月29日には松尾芭蕉と曾良が訪れ、その様子が曾良の日記に記されている。
1836年（天保7年）10月23日には安積艮斎が訪れている。
明治時代、神仏分離令により田村神社と改称。その際に仏具は近くの円通寺に移されたが、その後、田村神社が返還要求を出したことで裁判となり、仏具は田村神社に返還、祭事は円通寺が行なうという条件で和解し、現在に至る。

## 文化財

### 建造物
- 厨子（県指定重要文化財）
- 本殿（市指定重要文化財）
- 脇社神明社本殿（市指定重要文化財）
- 脇社春日社本殿（市指定重要文化財）

### その他
- 絵馬　佃島南望之図（県指定重要文化財）
- 絵馬　三国志三傑図（県指定重要文化財）
- 絵馬　大江山図（県指定重要文化財）
- 蒔絵　神馬図額（県指定重要文化財）
- 絵馬　繫馬図（県指定重要文化財）
- 算額（市指定重要文化財）
- 絵馬　鎮西八郎為朝図（市指定重要文化財）
- 延宝八年検地燈籠（市指定重要文化財）

## 祭礼

東参道入口の紅葉ライトアップ

東参道途中の紅葉ライトアップ

### 山中祭り
かつては旧暦6月13日、6月14日、現在は7月の第3土曜日、日曜日に行なわれる。周辺に露天が並び、神社の祭礼や山中太鼓、豊年踊りなどが行なわれ、餅などがふるまわれる他、廃仏毀釈前の旧鎮守山泰平寺の秘仏である聖観世音菩薩像や大元帥明王像などの開帳が行われることもある。

### 紅葉ライトアップ
11月の紅葉の時期には氏子や信徒会、田村町観光協会などにより、表参道や東参道にて紅葉のライトアップが行われる。

### その他
1月13日や旧暦6月13日に大元帥明王や聖観音菩薩像の御開帳がある他、旧暦11月3日にも例大祭が行われる。

## 交通

### 鉄道
- JR東日本水郡線磐城守山駅から徒歩で1.4km（約20分）
- JR東日本東北新幹線郡山駅 (福島県)西口から2番バス乗り場より東山霊園行、蓬田行、馬場行→「山中」下車

### 乗用車
- 国道49号を郡山市からいわき市方面に向かい、山中交差点前（現在は田村神社入口交差点に改称）

## その他
- 正面の参道の石段はかなり急なので、注意が必要。
- 一部の文化財の見学には、事前に申し込みが必要。